# تیریاک ایر
تیریاک ایر (به انگلیسی: Țiriac Air) یک شرکت هواپیمایی است که در تاریخ ۱۹۹۷ میلادی تأسیس شده‌است. دفتر مرکزی تیریاک ایر در فرودگاه بین‌المللی هنری کواندا واقع شده‌است و به تنگه میلفورد و کوه کوک، پرواز انجام می‌دهد. شرکت هواپیمایی تیریاک ایر از پروازهای مسافری پشتیبانی می کند. دفتر مرکزی تیریاک ایر علاوه بر جابجایی مسافر به حمل بارهای مسافری و بارهای کارگو نیز مشغول است.